# Ho sentito le sirene cantare
Ho sentito le sirene cantare (I've Heard the Mermaids Singing) è un film drammatico del 1987 diretto da Patricia Rozema e interpretato da Sheila McCarthy, Paule Baillargeon e Ann-Marie MacDonald. È stato il primo lungometraggio canadese in lingua inglese a vincere un premio al Festival di Cannes.

## Trama
Pur aspirando a diventare una fotografa professionista, Polly trova lavoro come segretaria nella galleria d'arte di Gabrielle, che ella stima per le sue capacità artistiche. Quando Gabrielle riprende una vecchia relazione romantica con la pittrice Mary, Polly diventa gelosa e scopre che Gabrielle non è chi afferma di essere.